# Uruski Hrabia
Uruski Hrabia – polski herb hrabiowski, odmiana herbu Sas nadany wraz z tytułem w Galicji.

## Opis herbu
Opis stworzony zgodnie z klasycznymi zasadami blazonowania:
W polu błękitnym półksiężyc złoty, nad rogami którego po takiejż gwieździe, między rogami strzała naturalna z grotem i upierzeniem srebrnym. Na tarczy korona hrabiowska, nad którą hełm w koronie z klejnotem: pół byka wspiętego, naturalnego. Labry: błękitne, podbite złotem. Trzymacze: z prawej koń wspięty srebrny z kopytami złotymi i językiem czerwonym, z lewej byk wspięty naturalny z językiem czerwonym Dewiza: na czerwonej wstędze literami złotymi AGES.

## Najwcześniejsze wzmianki
Nadany w z austriackim tytułem hrabiowskim (graf von) 17 lutego 1844 (dyplom z 13 grudnia 1844) Sewerynowi Uruskiemu. Podstawą nadania tytułu były posiadane w Galicji dobra ziemskie (Biłka Szlachecka), patent szlachecki z 1775, legitymacja z 1783 roku, pochodzenie ze starej rodziny szlacheckiej, powiązania z Lubomirskimi i Radziwiłłami oraz Potockimi.

## Herbowni
Jedna rodzina herbownych:
graf von Uruski.